# Riaville
Riaville ist eine französische Gemeinde mit 50 Einwohnern (Stand: 1. Januar 2022) im Département Meuse in der Region Grand Est (bis 2015: Lothringen). Sie gehört zum Arrondissement Verdun, zum Kanton Étain und zum Gemeindeverband Territoire de Fresnes-en-Woëvre.

## Geografie
Die Gemeinde Riaville liegt in der Landschaft Woëvre, 22 Kilometer ostsüdöstlich von Verdun. Umgeben wird Riaville von den Nachbargemeinden Pintheville im Norden, Maizeray im Nordosten, Marchéville-en-Woëvre im Osten und Südosten, Saulx-lès-Champlon im Südwesten sowie Fresnes-en-Woëvre im Westen.

## Bevölkerungsentwicklung
| Jahr                       | 1962 | 1968 | 1975 | 1982 | 1990 | 1999 | 2005 | 2010 | 2019 |
| Einwohner                  | 71   | 72   | 61   | 61   | 52   | 44   | 40   | 45   | 47   |
| Quellen: Cassini und INSEE |      |      |      |      |      |      |      |      |      |

## Sehenswürdigkeiten
- Kirche Saint-Jean-Baptiste, erbaut im 18. Jahrhundert, 1877 abgerissen, 1879 wieder errichtet, im Ersten Weltkrieg zerstört und 1927 wieder aufgebaut.

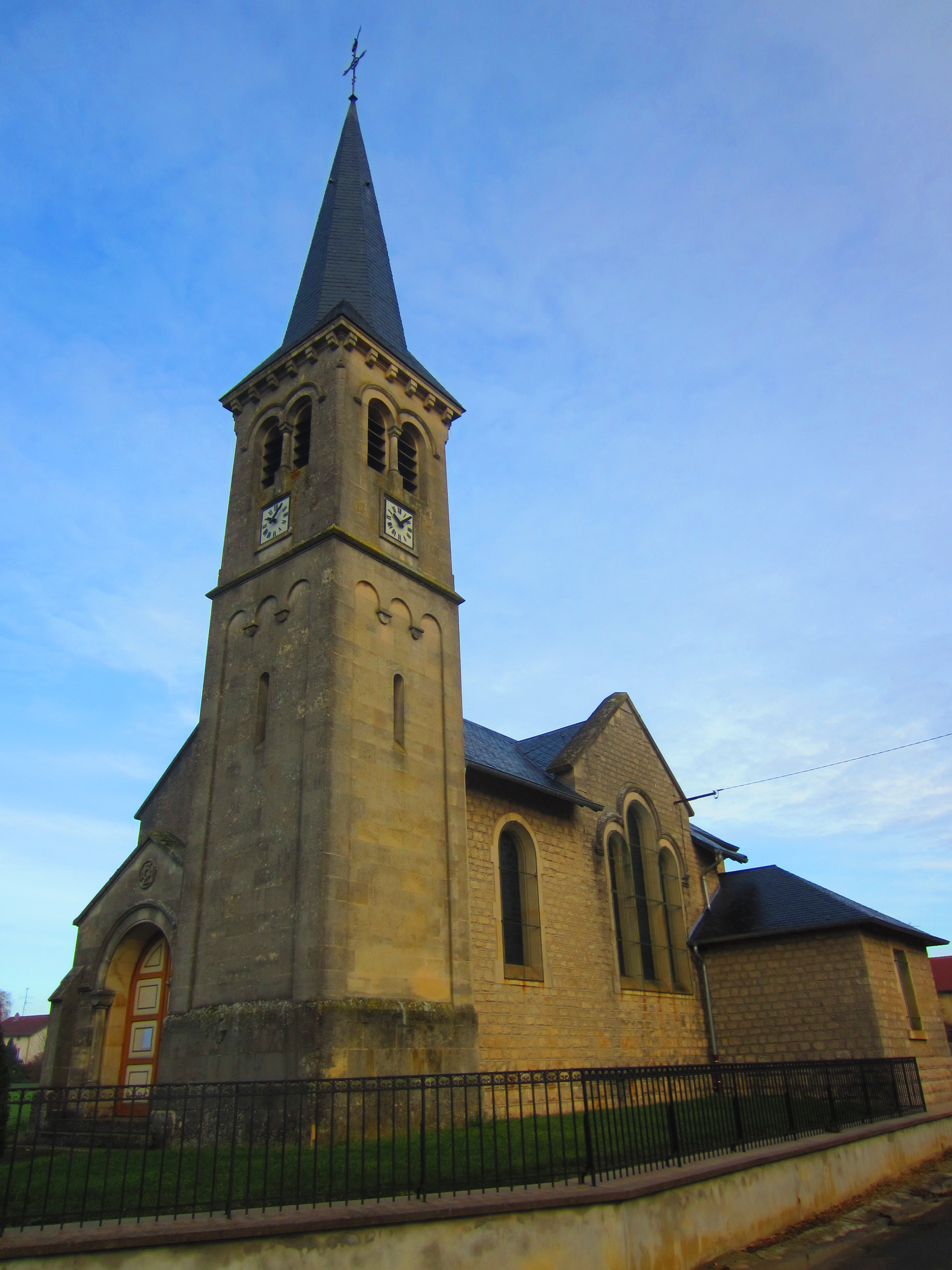
Kirche Saint-Jean-Baptiste